# Herman Glass
Herman Glass (n. 15 octombrie 1880, Los Angeles, California, SUA – d. 13 ianuarie 1961, Los Angeles, California, SUA) a fost un gimnast artistic ce a reprezentat Statele Unite ale Americii, medaliat olimpic. A participat la o ediție a Jocurilor Olimpice (1904) în care a câștigat o medalie de aur.

## Participări
Lista de mai jos prezintă principalele competiții la care a participat Herman Glass de-a lungul carierei.
- gymnastics at the 1904 Summer Olympics – men's rings[*]